# Sorry!
Sorry! foi um seriado emitido pela rede de televisão britânica BBC (BBC One) entre 1981 e 1988. Foi escrito por Ian Davidson e Peter Vincent.
O seriado era estrelado por Ronnie Corbett no papel de Timothy Lumsden, um bibliotecário solteirão de 41 anos que ainda vivia com sua mãe dominadora, Phyllis (Barbara Lott) e seu pai submisso Sidney (William Moore). Timothy é um tipo atrapalhado e de baixa estatura (o ator tem 1,53m), sempre solícito e educado (dizendo "Sorry!", "Perdão!" em inglês, a todo momento, mesmo quando não tinha culpa do ocorrido.
Embora fosse tímido, Timothy conseguia estabelecer laços afetivos com mulheres, mas sua mãe sempre impunha obstáculos, manipulando-o para que ele ficasse em casa. Sua irmã Muriel e seu amigo Frank sempre o incentivavam a desafiar sua mãe e sair de casa, algo que a irmã já havia feito e, por isso, era vista com desconfiança por Phyllis. 
As tentativas de Timothy para encontrar uma namorada sempre falhavam, mas no último da sétima e última temporada ele finalmente deixou a casa dos pais e encontrou uma parceira.